# Rákos-patak
Rákos-patak är ett vattendrag i Ungern. Det ligger i den centrala delen av landet, 9 km öster om huvudstaden Budapest.